# Сырецко-Печерская линия
Сыре́цко-Пече́рская ли́ния (укр. Сирецько-Печерська лінія), с 2012 года на официальных схемах отмечается как Зелёная линия метро (укр. Зелена лінія метро) или линия  (система была введена для удобства ориентирования туристов на Евро-2012) — исторически третья линия Киевского метрополитена, имеет наибольшую длину из трёх линий. Количество станций — 16, протяжённость линии — 23,9 км, время поездки — 39 мин. Проходит от массивов Сырец и Лукьяновка на северо-западе до Харьковского массива и Рембазы на востоке. На схемах обозначается зелёным цветом.
Нумерация путей: «Сырец» — «Красный хутор» — I, «Красный хутор» — «Сырец» — II.

## История строительства
| Пусковой участок (объект) | Дата                 | Длина, км |
| --- | -------------------- | --------- |
| «Золотые ворота», «Дворец спорта», «Мечникова», пересадочные узлы между станциями «Золотые ворота» и «Ленинская», «Дворец спорта» и «Площадь Льва Толстого» | 31 декабря 1989 года | 1,9       |
| «Дружбы народов», «Выдубичи» | 30 декабря 1991 года | 4,4       |
| «Славутич», «Осокорки» | 30 декабря 1992 года | 4,2       |
| «Позняки», «Харьковская» | 28 декабря 1994 года | 2,6       |
| «Лукьяновская» | 30 декабря 1996 года | 3,1       |
| «Печерская» | 27 декабря 1997 года | —         |
| «Дорогожичи» | 30 марта 2000 года   | 2,6       |
| Второй выход на станции «Выдубичи» | июнь 2001 года       | —         |
| «Сырец» | 14 октября 2004 года | 1,6       |
| «Бориспольская» | 23 августа 2005 года | 2,4       |
| «Вырлица» на перегоне между станциями «Харьковская» и «Бориспольская»                                                                                       | 4 марта 2006 года    | —         |
| Электродепо «Харьковское» | 23 августа 2007 года | —         |
| «Красный хутор» | 23 мая 2008 года     | 1,1       |
| Всего: | 16 станций           | 23,9      |

## Переименования
| Станция     | Предыдущее название | Годы      |
| ----------- | ------------------- | --------- |
| Кловская    | Мечникова           | 1989—1993 |
| Зверинецкая | Дружбы народов      | 1991—2023 |

## Перспектива развития
| Перечень участков и объектов                               | Год введения в эксплуатацию |
| ---------------------------------------------------------- | --------------------------- |
| «Львовская брама»                                          | после 2025 года             |
| «Сырец» — «Варшавская»                                     | 2027 год                    |
| «Красный хутор» — «Плехановская»                           | Неизвестно                  |
| «Варшавская» — «Маршала Гречко», электродепо «Виноградарь» | после 2027 года             |

## Интересные факты
На линии расположены три недостроенные станции - «Львовская брама», «Теличка» и «Герцена». Они не были открыты по нескольким причинам, основная из которых - отсутствие средств
На левобережном участке линии поезда едут медленнее из-за ограничения скорости, установленном из-за конструктивной ошибки при строительстве участка 
Перегон «Выдубичи» - «Славутич» является самым длинным не только на этой линии, но и во всём Киевском метро: время проезда составляет примерно 4 минуты 45 секунд. 

## Депо и подвижной состав
Эта линия обслуживается депо "Харьковское".
| Подвижной состав           | Период                 |
| -------------------------- | ---------------------- |
| 81-717.5/714.5             | 1989-н.в.              |
| 81-717.5M/714.5M           | 1998-н.в.              |
| 81-540.2К/714.5М           | 2008-н.в.              |
| 81-717.5М(ОЭВРЗ)/81-714.5M | 2007-2023              |
| Тип Д                      | 1960-2013-Вагон музей. |
| 81-7021/7022               | 2005-н.в.              |
| 81-572/573                 | 2024-н.в.              |
| 81-717.3/714.3             | 2023-н.в.              |

С момента открытия линии до сегодняшнего времени ходят пятивагонные составы.